# 11 (зупинний пункт)
№ 11 — пасажирська зупинна залізнична платформа Лиманської дирекції Донецької залізниці.
Розташована на півдні м. Мирноград, Покровський район, Донецької області на лінії Ясинувата-Пасажирська — Покровськ — Очеретине між станціями Покровськ (7 км) та Гродівка (5 км).
На платформі зупиняються приміські електропоїзди.